# Amerikai buldog
Az amerikai buldog egy kemény munkában edzett kutyafajta. A mai napig a Nemzetközi Kinológiai Szövetség (FCI) által el nem ismert fajták közé tartozik, holott eredete a régmúltba nyúlik vissza.

## Története
A buldog-dinasztia leszármazása a 400-as évekre tehető. Ekkortájt kezdett elkülönülni a nomád törzsek által Angliába hozott nagy testű, vaddisznó- és medvevadászatokra használt, masztiff jellegű kutyákból egy olyan típus, melyet a buldogok őseinek tekinthetünk. Mivel ebben az időben ismeretlen volt a „hobbikutyázás” fogalma, csak azoknak a kutyáknak volt helye a nap alatt, akik hasznos munkát végeztek. Természetesen a klasszikus értelemben vett tenyésztés is ismeretlen volt, inkább amolyan funkcionális szaporítás folyt, azaz csak a munkára legalkalmasabb, legrátermettebb és bizonyítottan jó egyedeket szaporították. A mészárosok – akiknek a buldog születését köszönheti – általában nagy testű, veszélyes állatok között dolgoztak, melyek a „siralomvölgy” felé tartva különösen csekély hajlandóságot mutathattak az együttműködésre. Ezért leginkább olyan kutyáknak vették hasznát, melyek megkönnyítették a vágóállatok hajtását, valamint képesek voltak az esetenként kitörő, elszabaduló nagy testű patások megzabolázására. Az általuk előszeretettel használt kutyák harciasságukkal, kitartásukkal és nem utolsósorban legendás fogáskészségükkel vívták ki elismerésüket, s a középkorban mészároskutyaként tesznek róluk említést. Az angol nyelvben később pedig találóan a „bull” (bika) és a „dog” (kutya)” szavak összevonásával, már buldogként aposztrofálták őket.

## Leírás
Alkatilag még heterogén fajta, ami a különböző területeken eltérő feladatokat végző kutyák miatt alakulhatott így. Alapvetően két típusa különböztethető meg. Az egyik úgynevezett "standard", mely atletikusabb, könnyebb felépítésű, valamivel hosszabb orral rendelkezik, a másik a "bully", mely nehezebb, tömegesebb, szélesebb, nagyobb fejű, kicsit rövidebb orrú. Értelemszerűen a standard kutyák a legkülönfélébb kutyás sportokban jeleskednek, míg a bullyk a kutyavilág erőemelői, akik rövid távon robbanékonyak és félelmetes erejűek, tehát mondjuk bemelegítés nélkül helyből ledöntenek egy téglafalat, de hosszabb távon, például kimerítő futás után kell nekik egy szuszszanásnyi pihenő, hogy megismételjék a gyakorlatot.
Az amerikai buldog kedveli az embereket, nyitott a világgal szemben, és szívesen köt barátságot még vadidegenekkel is, feltéve hogy azok rossz szándék nélkül közelednek felé.Gazdájáért rajongó, végtelenül emberközpontú kutya.
- Tömeg: kan 41–68 kg, szuka 32–59 kg
- Marmagasság: kan 58–71 cm, szuka 51–66 cm
- Szín: fehér, vörös, szürkéssárga, csíkos, fehér foltos
- Ország: Amerika
- FCI-szám: 149